# Gare de Saint-Martin-d’Oney
Gare de Saint-Martin-d’Oney – przystanek kolejowy w Saint-Martin-d’Oney, w departamencie Landy, w regionie Nowa Akwitania, we Francji.
Został otwarty w 1857 przez Compagnie des chemins de fer du Midi et du Canal latéral à la Garonne. Jest przystankiem kolejowym Société nationale des chemins de fer français (SNCF), obsługiwanym przez pociągi TER Aquitaine.